# أحمد عزاقة
أحمد عبد السلام عزاقة (مواليد 9 أغسطس 1988)، هو لاعب كرة قدم ليبي محترف يلعب كحارس مرمى في الدوري الليبي الممتاز، ونادي المدينة، والمنتخب الليبي. 